# Prionocrangon pectinata
Prionocrangon pectinata is een garnalensoort uit de familie van de Crangonidae. De wetenschappelijke naam van de soort is voor het eerst geldig gepubliceerd in 1896 door Faxon.